# Nyers veganizmus
A nyers veganizmus olyan diéta, amely ötvözi a veganizmus és a nyers táplálkozás fogalmát. A nyers vegán étrend magában foglalja a nyers zöldségeket és gyümölcsöket, dióféléket, gabonaféléket, hüvelyesek magjait és csíráit, egyéb növényi magokat, olajokat, tengeri moszatokat, fűszernövényeket, gombákat és friss gyümölcsleveket.
Az nyers étkezés sokféle változata létezik:
- Nyers vegetarianizmus
- Raw till 4
- Gyümölcsdiéta
- 80/10/10

stb.
A nyers vegán étrendet követőknek biztosítaniuk kell, hogy megfelelő legyen a B12-vitamin bevitele, mivel nem fordul elő nyers növényi élelmiszerekben. A B12-vitamin szükségletet a vegánok többnyire B12-vel dúsított ételeket - például dúsított növényi tejet, gabonapelyhet stb. - vagy táplálékkiegészítőket fogyasztva biztosítják.

## Fordítás
- Ez a szócikk részben vagy egészben  a   Raw veganism című angol Wikipédia-szócikk ezen változatának fordításán alapul.  Az eredeti cikk szerkesztőit annak laptörténete sorolja fel. Ez a jelzés csupán a megfogalmazás eredetét és a szerzői jogokat jelzi, nem szolgál a cikkben szereplő információk forrásmegjelöléseként.